# Sint-Sebastiaankerk (Münster-Nienberge)
De katholieke Sint-Sebastiaankerk (Duits: Kirche St. Sebastian) is een beschermd monument in Nienberge, een Stadtteil van Münster, Noordrijn-Westfalen. Sinds 2014 is het een filiaalkerk van de Onze-Lieve-Vrouw-Overwaterparochie

## Beschrijving en architectuur
De parochie werd kort na 1040 gesticht. De zware romaanse toren dateert uit de 12e eeuw en is over twee verdiepingen voorzien van galmgaten. Het lagere kerkschip betreft een overwelfde zaalbouw van drie traveeën en heeft een 5/8 afsluiting. De sluitsteen in het koor met een afbeelding van Sint-Sebastiaan draagt het jaartal 1499. In de 20e eeuw werd een transept aangebouwd.

## Interieur
- Het laatgotische, achthoekige sacramentshuis heeft een doorbroken bekroning en aan de sokkel een rijke versiering met als thema de Heilsgeschiedenis.
- De voet van de stenen kansel met opengewerkt maaswerk werd vernieuwd, maar de kansel zelf stamt uit de bouwtijd van de kerk.
- Het doopvont waar een slang om heen kronkelt stamt uit 1790 en wordt toegeschreven aan Johann Wilhelm Gröninger.
- De twaalf grote houten beelden van de apostelen ontstonden rond 1470.
- De drie reliëfs met de geseling en kruisiging van Christus en de klaagzang van Maria dateren van het oude in 1655 gebouwde hoogaltaar.
- De vier bronzen klokken (d'-f'-g'-a') werden in 1950 door Petit & Edelbrock Gescher gegoten.

## Orgel
Het orgel gaat terug op een instrument van de orgelbouwer Melchior Kersting (Münster) uit het jaar 1840. Het instrument werd in 1959 door de orgelbouwer Emanuel Kemper (Lübeck) verbouwd en vergroot in 1979 door de orgelbouwer Friedrich Fleiter (Münster) met een rugpositief. Het sleepladen-orgel bezit 22 registers verdeeld over twee manualen en pedaal. De speeltracturen mechanisch en registertracturen elektrisch.